# Kain og Abel
Kain var ifølge Første Mosebog Adams og Evas ældste søn. Kain dræbte sin broder Abel i misundelse over, at Gud modtog Abels offergave, men afviste Kains.
Efter drabet sagde Gud til Kain, at han for denne udåd skulle være fredløs og flygtning, men sagde samtidig, at ingen måtte slå Kain ihjel. Hvis nogen gjorde det, skulle det hævnes 7 gange. 1. Mosebog kap. 4 siger: "Og han (Gud) satte et mærke på Kain, for at ingen, der mødte ham, skulle slå ham ihjel." (se Kainsmærke)
Fortællingen om Kain og Abel findes også i den jødiske Tanakh, og i Koranen. Kain var far til Enok, født efter at Kain var draget i eksil med sin kone. Videre byggede Kain en by og opkaldte den efter sin søn.

## Fortolkninger
Den ældste kendte kopi af beretningen er fra Dødehavsrullerne, og er dateret til mellem 200 f.Kr. og 70 e.Kr. Kain og Abel optræder i en række andre tekster (Bogen om Jubelårene 4:31, De tolv patriarkers testamenter, Benjamin 7; Enoks bog 22:7). Irenæus kritiserede i Adversus Haereses 1:7:5 fra omkring 180 en gnostisk fortolkning af fortællingen. Kirkefædre, rabbinske kommentarer og forskellige forskere har fremsat ulige fortolkninger. Abel, som det første drabsoffer, er flere steder beskrevet som den første martyr, deriblandt af Jesus i Mattæusevangeliet 23:35, hvor han taler om "den retfærdige Abels blod"; mens Kain, den første drabsmand, er blevet anset som stamfar til det onde. Nogle forskere har foreslået, at beretningen kan være baseret på en ældre, sumerisk fortælling om en konflikt mellem nomadiske fårehyrder og fastboende bønder. Moderne forskere ser oftest fortællingen om Kain og Abel som en beskrivelse af civilisationens udvikling ved landbrugets frembrud, da det erstattede jægere og samleres levevis.
Teksten lyder: "Siden talte Kain til sin bror Abel, og da de en dag var ude i det fri, overfaldt Kain sin bror Abel og slog ham ihjel." Der siges altså ikke noget om, hvad Kain faktisk sagde til sin yngre bror. Det er først bibeloversættelsen Septuaginta og derefter Vulgata, der tilføjer en forklarende bemærkning fra Kain: "Og Kain sagde til Abel, "Lad os gå ud på marken."" Rabbi Richard Elliot Friedman har vist til, at "marken" stadig optræder i Biblen, når brødre er i konflikt med hinanden. Abel dræbes på marken, og Esau, der er bror til Jakob, beskrives som "en markens mand". Josef begynder historien, der oprører hans brødre så stærkt, med en detalje om at de bandt kornbånd "på marken". En kvinde prøver at overtale kong David til at tilgive sin søn Absalom for hans mord på sin bror, ved at fortælle en opdigtet historie om en af sine sønners drab på den anden, netop ude "på marken", mens Dommerbogen, kapitel 20 og 21, to gange viser til "en mark" i beretningen om Benjamin og hans konflikt med de andre stammer.